# Niederländische Frauen-Cricket-Nationalmannschaft
Die niederländische Frauen-Cricket-Nationalmannschaft (niederländisch Nederlands cricketelftal vrouwen; abgekürzt Netherland Women oder Netherland W), deren Spieler auch unter dem Spitznamen Lionesses bekannt sind, vertritt die Niederlande als Frauen-Nationalmannschaft auf internationaler Ebene in der Sportart Cricket. Das Team wird vom Koninklijke Nederlandse Cricket Bond (DCF) geleitet und bestritt im Jahr 2007 seinen ersten WTest. Die niederländische Mannschaft gilt traditionellerweise als die stärkste Nationalmannschaft Europas außerhalb der Britischen Inseln. Sie verfügt seit 2019, wie alle ICC-Mitglieder, über vollen WTwenty20-Status. Der bisher größte Erfolg war das Erreichen des Viertelfinales beim Women’s Cricket World Cup (1997).

## Geschichte
Cricket wurde in den Niederlanden in den 1780er Jahren durch englische Reisende eingeführt. Das erste internationale Spiel absolvierte das Frauen-Team als Australien bei seiner Tour 1937 die Niederlande besuchte. In 1958 waren die Niederlande eines der Gründungsmitglieder des International Women's Cricket Councils und wurden damit eines der Vollmitglieder. Das erste WODI erfolgte gegen Neuseeland, als diese eine Tour in England absolvierten. Daraufhin wurden sie zum Women’s Cricket World Cup 1988 eingeladen, wo sie jedoch sieglos den letzten Platz belegten. Bei der folgenden Ausgabe im Jahr 1993 gelang ihnen ein Sieg gegen die West Indies, jedoch belegten sie erneut den letzten Platz. Im Vorlauf zu ihrer dritten Teilnahme an einer Weltmeisterschaft reisten sie für eine WODI-Serie nach Sri Lanka, wo sie sich mit 2–1 durchsetzen konnte. Beim Women’s Cricket World Cup 1997 reichte dann ein Sieg gegen Sri Lanka um ins Viertelfinale einzuziehen. Dort unterlag man jedoch deutlich gegen das australische Team. In der Saison 1998/99 erfolgte eine erneute Reise nach Sri Lanka, doch unterlag man dieses Mal mit 0–5. Ihre vorerst letzte Teilnahme am Women’s Cricket World Cup erfolgte beim Women’s Cricket World Cup 2000, wo man abermals sieglos blieb. Daraufhin wurde eine Qualifikation eingeführt und das Team gelang es nicht mehr sich zu qualifizieren. 
In der Folge reisten sie im folgenden Jahr nach Pakistan, wo sie nur knapp mit 3–4 in der WODI-Serie unterlagen. Im Sommer 2002 empfingen sie das neuseeländische Team, unterlagen hier jedoch deutlich mit 0–3. Bei der IWCC Trophy 2003 die als Qualifikation für die kommende Weltmeisterschaft galt, belegten sie hinter Irland und die West Indies den dritten Platz und scheiterten so in der Qualifikation. Im Sommer 2007 kam Südafrika in die Niederlande und das Team absolvierte ihren einzigen WTest. Doch verlor das niederländische Team auch hier alle Spiele. Beim Women’s Cricket World Cup Qualifier 2008 scheiterte man im entscheidenden Halbfinale an Pakistan und verpasste erneut die Weltmeisterschafts-Qualifikation. Im Sommer 2008 absolvierten sie gegen die West Indies ihr erstes WTwenty20. Zum Ende des Jahrzehnts spielte das Frauenteam in der englischen County Championship und konnten dort erfolgreich in den untern Ligen aufsteigen. Die Teilnahme am Women’s Cricket World Cup Qualifier 2011, wo sie im Viertelfinale abermals an Pakistan scheiterten, sollte für ein Jahrzehnt ihre letzte Teilnahme am WODI-Cricket sein. 
Der ICC Women’s World Twenty20 Qualifier 2018 wurde in den Niederlanden ausgetragen, wo sie jedoch frühzeitig ausscheiden. Dies geschah ebenso beim ICC Women’s T20 World Cup Qualifier 2019, während sie in der Qualifikation für den ICC Women’s T20 World Cup 2023 schon in den regionalen Qualifikationsturnieren scheiterten.

## Organisation
Der Koninklijke Nederlandse Cricket Bond (KNCB) wurde 1883 als Nederlandse Cricket Bond (NCB) gegründet und erhielt 1958 von Königin Juliana eine königliche Urkunde. Er ist verantwortlich für die Organisation des Cricket in den Niederlanden. Seit 1966 vertritt er die Niederlande beim Weltverband International Cricket Council (ICC) als assoziiertes Mitglied. Spieler aus Sint Maarten, einem autonomen Land innerhalb des Königreiches der Niederlande, können für das West Indies Cricket Team nominiert werden.
Der KNCB stellt die Nationalmannschaften, einschließlich der für die Männer, Frauen und Jugend, zusammen. Außerdem ist der Verband verantwortlich für die Durchführung von WODI- und WTwenty20-Serien gegen andere Nationalmannschaften sowie die Organisation von Heimspielen und -turnieren. Neben der Aufstellung des Teams ist er verantwortlich für den Kartenverkauf, der Gewinnung von Sponsoren und der Vermarktung der Medienrechte.
Kinder und Jugendliche werden bereits in der Schule an den Cricketsport herangeführt und je nach Interesse und Talent beginnt dann die Ausbildung. Wie andere Cricketnationen verfügen die Niederlande über eine U-19-Nationalmannschaft, die an der entsprechenden Weltmeisterschaft teilnimmt.

## Logo und Spitzname
Das Logo des Koninklijke Nederlandse Cricket Bond zeigt einen schreitenden, bekrönten Löwen, vor dem ein Wicket liegt. Der Löwe auf dem Logo ist das National- und Königstier der Niederlande. Der Spitzname der niederländischen Frauen-Cricket-Nationalmannschaft lautet dementsprechend Lionesses („die Löwinnen“).

## Spielerinnen

### Spielerstatistiken
Insgesamt haben für die Niederlande elf Spielerinnen WTest, 101 Spielerinnen WODIs und 54 Spielerinnen WTwenty20s gespielt. Im Folgenden sind die Spielerinnen aufgeführt, die für die niederländische Mannschaft die meisten Runs und Wickets erzielt haben.

#### Runs
| WTest                  | WTest                  | WTest                  | WTest                  | WODI                   | WODI                   | WODI                   | WODI                   | WTwenty20              | WTwenty20              | WTwenty20              | WTwenty20              |
| Spielerin              | Zeitraum               | WTests                 | Runs                   | Spielerin              | Zeitraum               | WODIs                  | Runs                   | Spielerin              | Zeitraum               | WTwenty20s             | Runs                   |
| ---------------------- | ---------------------- | ---------------------- | ---------------------- | ---------------------- | ---------------------- | ---------------------- | ---------------------- | ---------------------- | ---------------------- | ---------------------- | ---------------------- |
| Violet Wattenberg      | 2007                   | 1                      | 52                     | Pauline te Beest       | 1990–2008              | 64                     | 1.361                  | Sterre Kalis           | 2018–heute             | 48                     | 1.500                  |
| Maartje Köster         | 2007                   | 1                      | 38                     | Caroline Salomons      | 1995–2011              | 51                     | 0894                   | Babette de Leede       | 2018–heute             | 73                     | 1.173                  |
| Helmien Rambaldo       | 2007                   | 1                      | 18                     | Helmien Rambaldo       | 1998–2011              | 46                     | 0723                   | Robine Rijke           | 2018–heute             | 73                     | 1.022                  |
| Mandy Kornet           | 2007                   | 1                      | 11                     | Nicola Payne           | 1988–1998              | 37                     | 0631                   | Heather Siegers        | 2018–heute             | 58                     | 0938                   |
| Marloes Braat          | 2007                   | 1                      | 6                      | Maartje Köster         | 1995–2007              | 46                     | 0539                   | Iris Zwilling          | 2019–heute             | 69                     | 0734                   |
| Stand: 13. August 2025 | Stand: 13. August 2025 | Stand: 13. August 2025 | Stand: 13. August 2025 | Stand: 13. August 2025 | Stand: 13. August 2025 | Stand: 13. August 2025 | Stand: 13. August 2025 | Stand: 13. August 2025 | Stand: 13. August 2025 | Stand: 13. August 2025 | Stand: 13. August 2025 |

#### Wickets
| WTest                  | WTest                  | WTest                  | WTest                  | WODI                   | WODI                   | WODI                   | WODI                   | WTwenty20              | WTwenty20              | WTwenty20              | WTwenty20              |
| Spielerin              | Zeitraum               | WTests                 | Wickets                | Spielerin              | Zeitraum               | WODIs                  | Wickets                | Spielerin              | Zeitraum               | WTwenty20s             | Wickets                |
| ---------------------- | ---------------------- | ---------------------- | ---------------------- | ---------------------- | ---------------------- | ---------------------- | ---------------------- | ---------------------- | ---------------------- | ---------------------- | ---------------------- |
| Jolet Hartenhof        | 2007                   | 1                      | 4                      | Caroline Salomons      | 1995–2011              | 51                     | 37                     | Iris Zwilling          | 2019–heute             | 69                     | 72                     |
| Caroline de Fouw       | 2007                   | 1                      | 3                      | Sandra Kottman         | 1991–2003              | 32                     | 31                     | Caroline de Lange      | 2019–heute             | 64                     | 57                     |
| Marloes Braat          | 2007                   | 1                      | 2                      | Iris Zwilling          | 2022–heute             | 13                     | 27                     | Eva Lynch              | 2019–heute             | 50                     | 45                     |
| Lotte Egging           | 2007                   | 1                      | 1                      | Caroline de Fouw       | 1991–2008              | 35                     | 26                     | Silver Siegers         | 2018–heute             | 53                     | 41                     |
| Annemarie Tanke        | 2007                   | 1                      | 1                      | Cheraldine Oudolf      | 1995–2009              | 36                     | 25                     | Frederique Overdijk    | 2019–heute             | 42                     | 28                     |
| Stand: 13. August 2025 | Stand: 13. August 2025 | Stand: 13. August 2025 | Stand: 13. August 2025 | Stand: 13. August 2025 | Stand: 13. August 2025 | Stand: 13. August 2025 | Stand: 13. August 2025 | Stand: 13. August 2025 | Stand: 13. August 2025 | Stand: 13. August 2025 | Stand: 13. August 2025 |

### Mannschaftskapitäninnen
Bisher hat insgesamt eine Spielerin als Kapitänin für die Niederlande bei einem WTest fungiert, elf für ein WODI und fünf für ein WTwenty20.
| WTest | WTest            | WTest    | WODI              | WODI       | WTwenty20        | WTwenty20  |
| Nr.   | Name             | Zeitraum | Name              | Zeitraum   | Name             | Zeitraum   |
| ----- | ---------------- | -------- | ----------------- | ---------- | ---------------- | ---------- |
| 1     | Helmien Rambaldo | 2007     | Anita van Lier    | 1984–1993  | Helmien Rambaldo | 2008–2011  |
| 2     |                  |          | Ingrid Keyzer     | 1989–1990  | Mandy Kornet     | 2009       |
| 3     |                  |          | Irene Schoof      | 1991       | Heather Siegers  | 2018–2024  |
| 4     |                  |          | Nicola Payne      | 1993–1997  | Juliët Post      | 2019       |
| 5     |                  |          | Edmee Janss       | 1995       | Babette de Leede | 2022–heute |
| 6     |                  |          | Pauline te Beest  | 1997–2001  |                  |            |
| 7     |                  |          | Caroline Salomons | 2001–2006  |                  |            |
| 8     |                  |          | Helmien Rambaldo  | 2007–2011  |                  |            |
| 9     |                  |          | Mandy Kornet      | 2009       |                  |            |
| 10    |                  |          | Babette de Leede  | 2022–heute |                  |            |
| 11    |                  |          | Heather Siegers   | 2022–2023  |                  |            |

## Bilanz
Die Mannschaft hat die folgenden Bilanzen gegen die anderen Vollmitglieder des ICC im WTest-, WODI- und WTwenty20-Cricket (Stand: 13. August 2025).
| Gegner      | WTests | WTests | WTests | WTests | WTests | WODIs | WODIs | WODIs | WODIs | WODIs | WTwenty20s | WTwenty20s | WTwenty20s | WTwenty20s | WTwenty20s |
| Gegner      | Sp.    | S      | U      | N      | R      | Sp.   | S     | U     | N     | NR    | Sp.        | S          | U          | N          | NR         |
| ----------- | ------ | ------ | ------ | ------ | ------ | ----- | ----- | ----- | ----- | ----- | ---------- | ---------- | ---------- | ---------- | ---------- |
| Australien  | 0      | 0      | 0      | 0      | 0      | 5     | 0     | 0     | 5     | 0     | 0          | 0          | 0          | 0          | 0          |
| Bangladesch | 0      | 0      | 0      | 0      | 0      | 0     | 0     | 0     | 0     | 0     | 2          | 0          | 0          | 2          | 0          |
| England     | 0      | 0      | 0      | 0      | 0      | 10    | 0     | 0     | 10    | 0     | 0          | 0          | 0          | 0          | 0          |
| Indien      | 0      | 0      | 0      | 0      | 0      | 3     | 0     | 0     | 3     | 0     | 0          | 0          | 0          | 0          | 0          |
| Irland      | 0      | 0      | 0      | 0      | 0      | 25    | 2     | 0     | 23    | 0     | 16         | 1          | 0          | 14         | 1          |
| Neuseeland  | 0      | 0      | 0      | 0      | 0      | 9     | 0     | 0     | 9     | 0     | 0          | 0          | 0          | 0          | 0          |
| Pakistan    | 0      | 0      | 0      | 0      | 0      | 12    | 4     | 0     | 7     | 1     | 1          | 0          | 0          | 1          | 0          |
| Sri Lanka   | 0      | 0      | 0      | 0      | 0      | 13    | 3     | 0     | 10    | 0     | 1          | 0          | 0          | 1          | 0          |
| Südafrika   | 1      | 0      | 0      | 1      | 0      | 7     | 0     | 0     | 7     | 0     | 1          | 0          | 0          | 1          | 0          |
| West Indies | 0      | 0      | 0      | 0      | 0      | 7     | 1     | 0     | 6     | 0     | 3          | 0          | 0          | 3          | 0          |

## Internationale Turniere

### Women’s Cricket World Cup
- 1973: nicht teilgenommen
- 1978: nicht teilgenommen
- 1982: nicht teilgenommen
- 1988: Vorrunde
- 1993: Vorrunde
- 1997: Viertelfinale
- 2000: Vorrunde
- 2005: nicht qualifiziert (Qualifikation)
- 2009: nicht qualifiziert (Qualifikation)
- 2013: nicht qualifiziert (Qualifikation)
- 2017: nicht qualifiziert (Qualifikation)
- 2022: nicht qualifiziert (Qualifikation)
- 2025: nicht qualifiziert
- 2029: noch ausstehend

### Women’s T20 World Cup
- 2009: nicht teilgenommen
- 2010: nicht teilgenommen
- 2012: nicht teilgenommen
- 2014: nicht qualifiziert (Qualifikation)
- 2016: nicht qualifiziert (Qualifikation)
- 2018: nicht qualifiziert (Qualifikation)
- 2020: nicht qualifiziert (Qualifikation)
- 2023: nicht qualifiziert (Qualifikation)
- 2024: nicht qualifiziert (Qualifikation)
- 2026: noch ausstehend
- 2028: noch ausstehend